# Especiales (película de 2019)
Especiales (en francés: Hors normes) es una película de drama francesa de 2019 dirigida por Olivier Nakache y Éric Toledano .  Se proyectó fuera de competencia en el Festival de Cine de Cannes 2019.
La historia y los personajes de Vincent Cassel y Reda Kateb están inspirados en el trabajo de dos educadores que atienden a personas con autismo, así como sus asociaciones existentes.
La película recibe críticas positivas de los medios de comunicación, con reservas de personalidades y asociaciones especializadas en autismo en Francia.

## Sinopsis
Cuenta la historia real de dos amigos de distintas creencias religiosas que, 20 años atrás, crearon una organización sin ánimo de lucro para ayudar a niños y adolescentes autistas.

## Reparto
- Vincent Cassel como Bruno Haroche.
- Reda Kateb como Malik.
- Bryan Mialoundama como Dylan.
- Hélène Vincent como Hélène.
- Alban Ivanov como Menahem.
- Benjamin Lesieur como Joseph.
- Marco Locatelli como Valentin.
- Christian Benedetti como Albert.
- Catherine Mouchet como el Doctor Ronssin.
- Frédéric Pierrot como el inspector de IGAS.
- Suliame Brahim como la inspectora de IGAS.
- Lyna Khoudri como Ludivine.
- Aloïse Sauvage como Shirel.
- Djibril Yoni como Fabrice.
- Ahmed Abdel-Laoui como Mounir.
- Darren Muselet como Cédric.
- Sophie Garric como Eva.
- Pauline Clément como Myriam.
- Anne Azoulay como Keren.
- Pierre Diot como Marchetti.

## Recepción

### Crítica
La película recibió críticas mixtas, aunque la mayoría de ellas fueron positivas. "No es lo suficientemente especial (...) Sin embargo, el reparto ofrece buenas interpretaciones (...) Y el montaje de la película es, de principio a fin, muy profesional"  dijo Boyd van Hoeij de The Hollywood Reporter."No es nada emocionante. Es pesada, repetitiva y dispersa (...) Carece de una estructura interesante, pero por encima de todo, no consigue que conectemos con los personajes que aparecen en pantalla." dijo Owen Gleiberman de Variety. "Conmovedora, poderosa y emocionante (...) Una película fascinante y muy personal de Toledano, ya que uno de los miembros de su familia es autista." dijo Kaleem Aftab de Cineuropa.

### Reconocimiento
- 2019: Festival de San Sebastián: Premio del público
- 2019: Premios César: 8 nom., incluyendo mejor película, director y actores (Cassel y Kateb).